# Армяне в Тбилиси
Армяне в Тбилиси  (груз. თბილისელი სომხები; арм. թբիլիսահայեր, թիֆլիսահայեր) — национальное меньшинство в Тбилиси, Грузия. В Тбилиси родилось много известных представителей армянской нации. Численность армян в Тбилиси в 2014 году 53 409 чел.

## Средние века
«…В этой земле есть прекрасный город по и имени Тифлис…Жители: армяне и грузины — христиане, также несколько магометан и евреев, но последних немного»
История проживания армян в Тбилиси берёт начало ещё в древности (династия Багратуни-Багратиони участвует в политической жизни Иверии с VIII в. и имеет именно армянское происхождение). Сельджукское завоевание Армении 1071 г. вызвало крупномасштабную эмиграцию в соседнюю страну, возглавляемую армянской элитой. В этот период многие армяне из северных областей Армении переселились в Тифлис. При грузинском царе Давиде IV Строителе (1089—1125) большое количество армян переселились в Тбилиси из бывшей армянской столицы Ани и его области. При царице Тамаре (1184—1213) армяне играли в этом городе значимую роль. Во второй половине XIII века об армянах в Тбилиси сообщал Марко Поло. В XIV столетии в результате захвата Армении монголами (Чобанидами и Джалаиридами) тысячи армян вынужденно эмигрировали на север, в Грузию, образуя значительный массив в Тбилиси и окрестных территориях. В эту эпоху создается древний пласт армянского населения среди грузин.

## Этническая статистика Тифлиса в XIX веке
В течение XIX века общая численность населения города стремительно росла, при этом претерпевал значительные изменения процентный состав этнических групп. Неуклонно росла доля урбанизировавшихся грузин и переезжающий административный аппарат восточных славян, поляков и немцев. В 1803 году армяне составляли 92,6 % населения Тифлиса, в 1846 году число армян уже снизилось до 75,4 %, а к 1864 году армяне составили и менее половины — 47,4 % — против 24,7 % грузин.
С присоединением Восточной Грузии к России в 1801 г. усилился поток армян из владений Персии (Эриванского ханства на территории Восточной Армении) в Тифлис и другие поселения Вост. Грузии. Наибольшую долю в этом потоке составляли армяне из Эриванского ханства. Так, в 1804 г. в Авлабаре и Гаретубани поселились армяне из Эривани и Карабаха, среди них указаны 74 глав семей из Эривани, а общее число переселенцев составило 1466 человек (746 мужчин и 720 — женщин) (по данным 1808 года 968 мужчин и 938 женщин). В том же году 50 армянских семей из Эривани, ушедшие до этого в Памбак (Лори), поселились в Тифлисе. В 1805 г. на Авлабаре и в Чугурети поселились выходцы из области Гехаркуник Восточной Армении, к 1810 г. их число составляло 654 человека. В том же году группа из армян из Эриванского ханства в 357 семей ушла в Грузию, где часть поселилась в городе.
Также и большая часть ремесленников города были из армян, будучи организованными в особые ремесленные гильдии — амкарства. Так, в 1846 году в городе было 1926 ремесленников, из которых 1448 — армяне, 256 — грузины, 71 — католики (также в основном этнические армяне), 58 — татары, 35 — немцы и т. д.
| Год  | Общее население | Армяне | Грузины | Татары | Греки | Русские |
| ---- | --------------- | ------ | ------- | ------ | ----- | ------- |
| 1817 | 15 000          | 11 200 | 2800    | 300    | 15    | 400     |
| 1846 | 11 906          | 8982   | 2621    | 235    | 65    | 3       |
| 1864 | 60 085          | 28 488 | 14 878  | 1119   | ?     | 12 302  |
| 1865 | 71 051          | 31 914 | 14 787  | 1213   | ?     | 12142   |
| 1876 | 104 024         | 37 610 | 22 233  | 2502   | 417   | 30 823  |
| 1897 | 159 590         | 47 133 | 42 200  | 5577   | 1238  | 44 823  |

## XX век
В 1917 года прошли выборы в городскую думу города. По результатам которых из 120 мест: 47 заняли армяне; 39 грузины; 21 русские; 5 татары; 2 осетины и  остальные поляки, евреи и немцы.

## Авлабар
Авлабар — один из древнейших районов Тбилиси. В XIX веке был преимущественно населён армянами. Авлабар входит в административный состав Исани-Самгорского района, так же Авлабар частично входит в административный состав района старый Тбилиси. Авлабар является связующим звеном между Исани-Самгорским районом и центральными районами Тбилиси. 
- Вид на Авлабар и церковь Метехи
- Сквер в Авлабар и вид на армянскую церковь

## Об армянском населении Тифлиса-Тбилиси
- Цифры населения Тифлиса по народностям дают, между прочим, следующий вывод: Число Армян превышает все другие национальности, отдельно взятыя: зимою их было 15,268 душ муж. и 13,136 душ жен., летом 17,653 душ и 13,527 жен.; за тем следуют почти в одинаковой пропорции к временам года, — Грузины 8,283 муж. и 6,595 жен., и Русские — 6,965 м и 5,497 ж. Поляков было в зимнее время — 622 д. м. и 327 ж. п., в летнее 566 м, 321 ж. Резкому колебанию подвержена численность Персиян; так зимою их бывает только — 508 м и 21 ж., а летом 7,124 м и 29 ж. Между Европейцами первое место по численности занимают Немцы — 578 м и 541 ж. летом и 629 м, 584 ж. зимою.
За 4 года перед сим в Тифлисе считалось
…
Церквей 54, из коих православных 25, армяно-григорианских 26, лютеранских 2, римско-католическая 1, монастырей 2, часовня 1, мечетей 2, синагог 2, молоканский молитвенный дом 1.

## Экономика
Первая частная лечебница Б. А. Навасардяна находилась в Куки, напротив памятника. В доме Абовянца была открыта  школа рисования кавказского общества поощрения изящных искусств. Правление Тифлисского дворянского земельного банка находилось в бывшем доме Арцруни.

## Армянские храмы в Тбилиси
Согласно данным «Кавказского календаря», на 1847 год в Тбилиси имелось 23 армянские церкви.
- Авлабарская церковь Св. Карапета (Св. Предтечи Иоана Крестителя)( 1400г.- возобновлена в 1822г)[14], Тбилиси — переделана в грузинскую.
- Ванкский собор (Тбилиси), Тбилиси (1480 или 1720)[14] — снесён[15]
- Верийская церковь Св. Карапи, Тбилиси — переделана в грузинскую.
- Дзорабашская церковь Св. Георгия, Тбилиси — снесена, на её месте строится грузинская церковь.
- Джиграшенская церковь Св. Благовещения, Тбилиси — снесена.
- Камояна церковь Св. Георгия, Тбилиси — снесена.
- «Карапи» церковь Св. Георгия, Тбилиси(1600 г)[14] — переделана в грузинскую.
- Кукийская церковь Пресв. Богородицы, Тбилиси — снесена.
- Мугнинская церковь Св. Георгия, Тбилиси[14] — не действует.
- Навтлугская церковь Св. Георгия, Тбилиси — снесена.
- Церковь Норашен, 1467 г., Тбилиси — не действует.
- Девичий монастырь, Тбилиси — переделан в грузинский.
- Петхаинская церковь Пресв. Богородицы (Бетлехем), Тбилиси[14] — переделана в грузинскую. Построена в 1500 году, и возобновлена в 1740 году грузинским князем[14]
- Церковь Св. Архангелов, Тбилиси — снесена, на её месте строится грузинская церковь.
- Церковь Св. Георгия Просветителя, Тбилиси — снесена.
- Церковь Зркинянц, Тбилиси — снесена.
- Церковь Камянц, Тбилиси — снесена.
- Церковь Св. Карапета, Тбилиси — переделана в грузинскую.
- Церковь Св. Креста, Тбилиси.
- Церковь Св. Минаса, Тбилиси — не действует.
- Церковь Сурб-Ншан, Тбилиси[14] — развалины.
- Церковь Св. Саркиса (Св.Сергия) (1737 г.[14]), Тбилиси — "была замечательна своим празднеством перед Великим постом, куда стекалось большое количество народа[14]. Ныне снесена.
- Церковь Св. Степаноса (Св.Стефана), Тбилиси[14] — переделана в грузинскую. Бала основана князьями Бебутовыми в 1717 году[14].
- Церковь Нор Эчмиадзин, Тбилиси — действующая.
- Чугуретская церковь Пресв. Богородицы, Тбилиси — переделана в грузинскую.
- Шамхорская церковь Пресв. Богородицы, Тбилиси — развалины.

Согласно специалистам Нилу Хауэру и Брэдли Джардину, существует заинтересованность в уничтожении любых свидетельств присутствия армян в Тбилиси. Как отмечает "Human Rights Education and Monitoring Center" и "Институт толерантности и разнообразия", в Тбилиси существует семь исторических армянских церквей, которыми желает завладеть грузинская православная церковь. Последняя уже завладела почти всеми католическими храмами на территории Грузии, а  также объявила грузинской церковью мечеть в селе Мох.